# Thüringer Wald

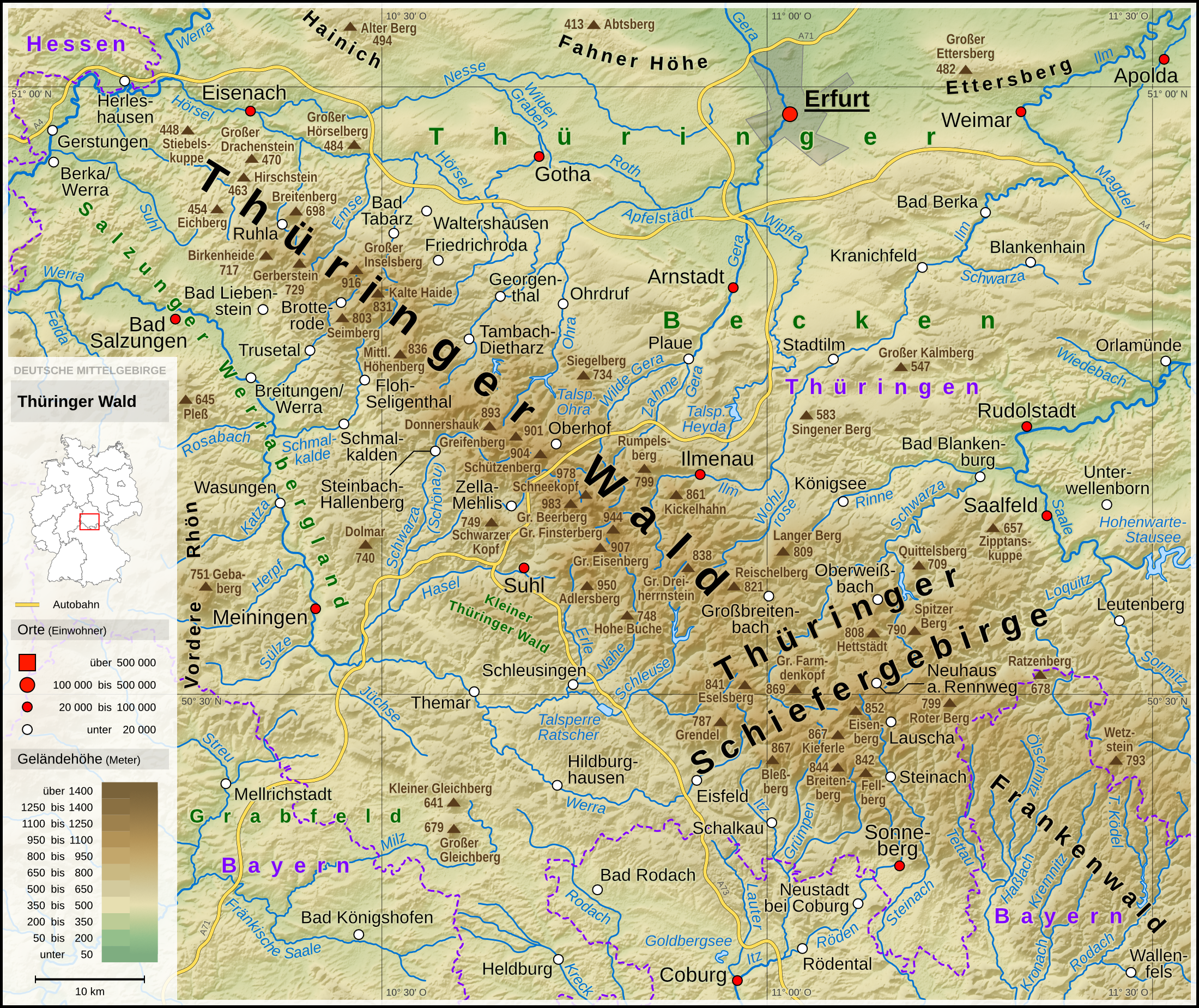

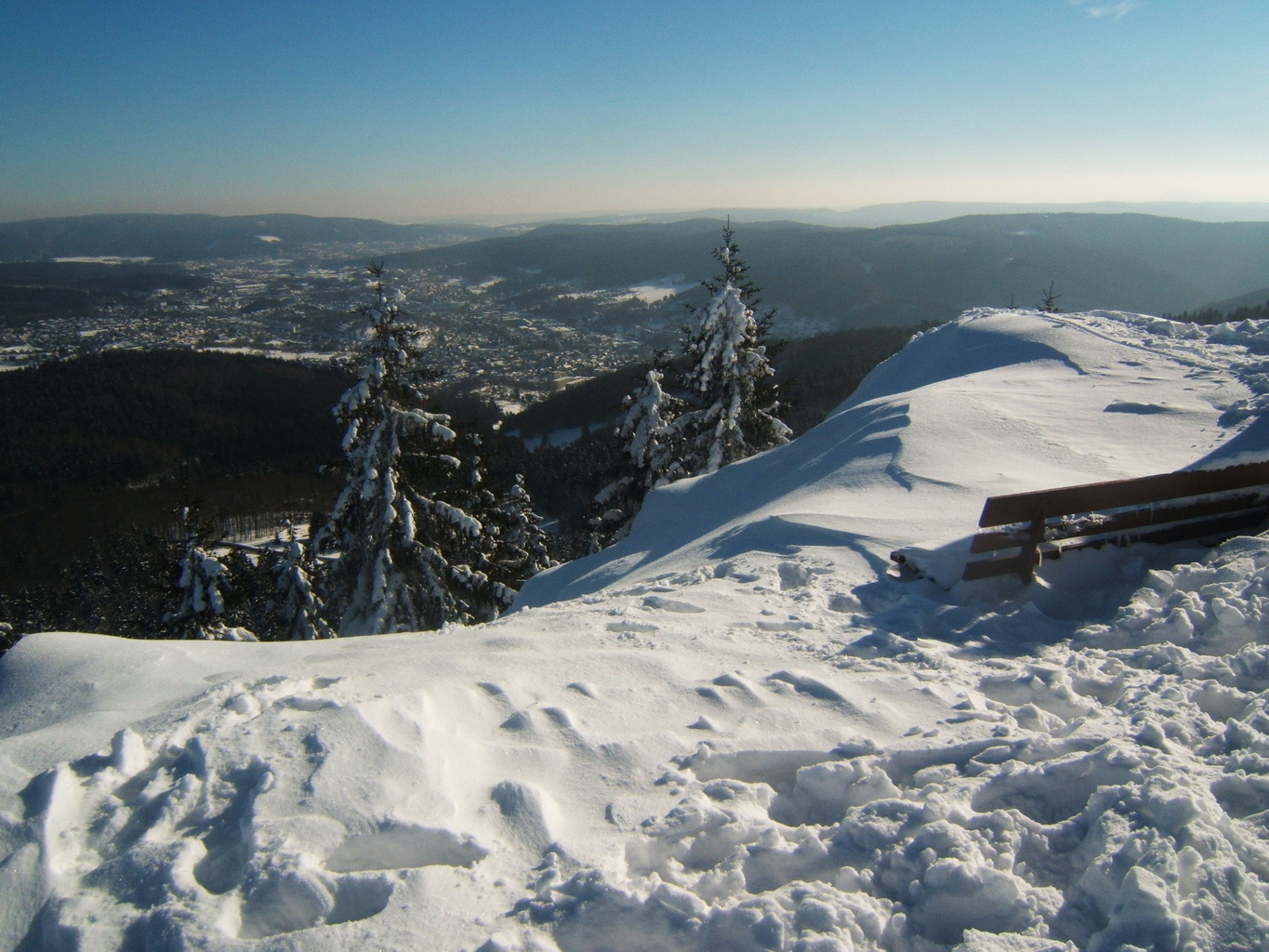
Utsikt från Ruppberg i Thüringer Wald

Thüringer Wald är ett bergssystem i mellersta Tyskland som i sydost hänger ihop med Fichtelgebirge genom den lägre, platåartade Frankenwald, och i sydväst ansluter sig till Rhön. I norr skiljs det från Harz av det thüringska slätt- och kullandet ("Thüringer Becken").
Från floden Werra väster om Eisenach sträcker det sig i en oregelbunden linje över 110 kilometers längd och 15 till 35 kilometers bredd mot sydost. Vid övre Saales biflod Loquitz och Maintillflödet Hasslach övergår det i Frankenwald. Den långsträckta bergryggens profil, sedd från norr, bildar - med många rundade toppar och trågformade insänkningar mellan dem - en lång, lätt buktande våglinje på 800 till 900 meters höjd över havet. Skarpa spetsar saknas fullständigt.

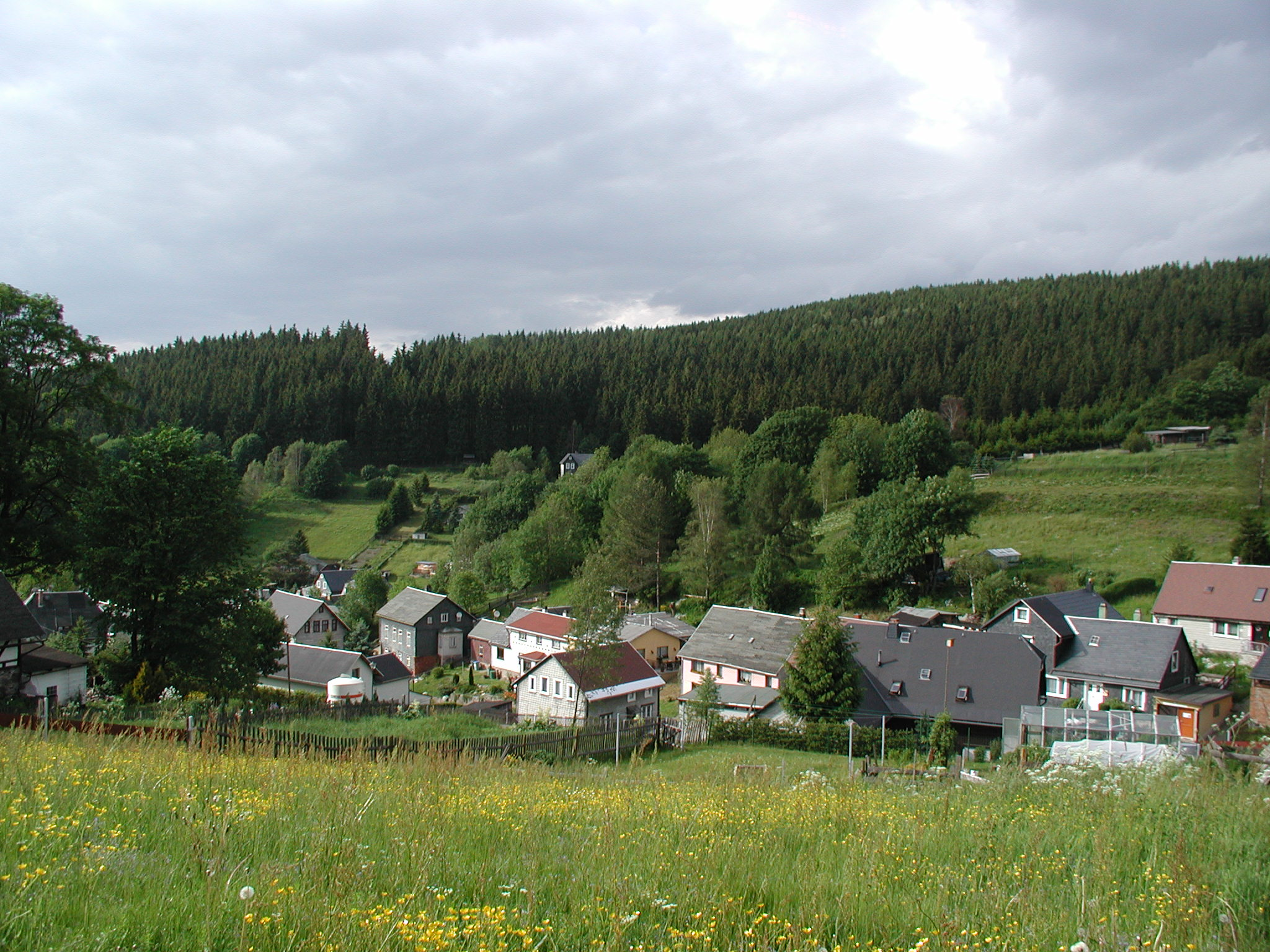
Utsikt från Stützerbach.

Bergsträckan omsluter många dalar och är klädd med huvudsakligen barrskog, men med inslag av lövträd. Nordvästra delen är högst och skogrikast. De högsta topparna där är Großer Beerberg (983 meter), Schneekopf (978 meter) och Großer Inselsberg (916,5 meter). I sydöstra delen ligger Kieferle (877 meter) och Blessberg (869 meter).

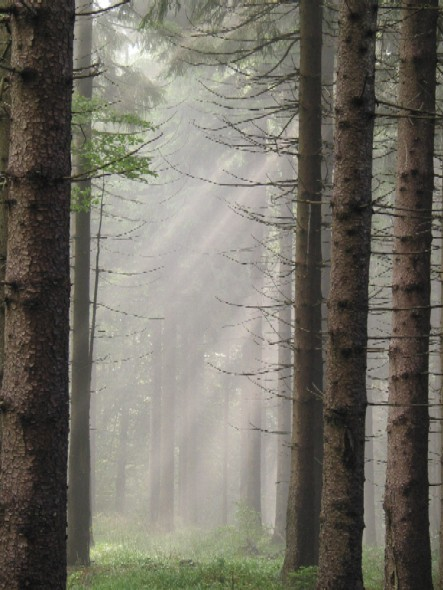
Skogen vid Oberhof.

Thüringer Wald har en mångfald av bergarter. Under karbontiden steg området upp ur havet och genomgick en kraftig bergsbildningsprocess. Veckberget som då bildades eroderades och täcktes över under följande period av sedimentära och magmatiska bergarter. Den nutida bergryggens uppkomst skedde under tertiärtiden genom sprickbildning och sättningar i jordskorpan. Eftersom området omsluts av två parallellsprickor med nordvästlig-sydöstlig riktning blev det kvar på högre nivå som en horst, medan landet norr och söder om sprickorna sjönk in. Thüringer Wald saknar naturliga sjöar, men i dess många tvärdalar finns många floder som har dämts upp på flera ställen. Floderna tillhör tre skilda flodområden, nämligen Elbes, Wesers och Rhens.
På bergets rygg, från Hörschel vid Werra till Wetzstein i Frankenwald går en urgammal väg, den så kallade Rennsteig (ursprungligen Rainsteig, "gränsväg"), som märker ut gränsen mellan Thüringen och Franken och kan betraktas som en del av gränsen mellan Nord- och Sydtyskland. Thüringer Wald har flera mineralkällor samt tallbarrs- och andra artificiella bad som besöks mycket av turister. I området finns även flera vintersportorter och borgen Wartburg, som är känd för att Martin Luther levde där en period. Industrierna i området tillverkar leksaker samt trä-, ler-, porslins-, glas- och järnvaror.